# Neomarica northiana
Neomarica northiana là một loài thực vật có hoa trong họ Diên vĩ. Loài này được (Schneev.) Sprague miêu tả khoa học đầu tiên năm 1928.